# Рафаэль Санти
Рафаэ́ль Са́нти, или Раффаэ́лло Са́нцио (итал. Raffaello Santi, Raffaello Sanzio, Rafael, Raffael da Urbino, Rafaelo; 26 или 28 марта, или 6 апреля 1483, Урбино — 6 апреля 1520, Рим) — итальянский художник, живописец, рисовальщик и архитектор умбрийской, флорентийской, а затем римской школы. Один из представителей искусства эпохи Высокого Возрождения, или «римского классицизма» начала XVI века. Он прожил всего тридцать семь лет и за свою недолгую жизнь стал одним из самых прославленных и богатых художников Италии. В своих произведениях Рафаэль воплотил представление о возвышенных идеалах ренессансного гуманизма, сумев соединить вечные, восходящие к античности, представления о красоте и новое христианское мироощущение. Его картина «Сикстинская Мадонна» — одна из самых узнаваемых в истории; она была вдохновительницей и любимым полотном русского писателя Фёдора Достоевского.

## Творческая биография
Произведениями Рафаэля восхищаются за ясность формы, простоту композиции и воплощение неоплатонического идеала человеческого величия и красоты. Рафаэль вместе с Микеланджело и Леонардо да Винчи составляет традиционную триаду великих мастеров Высокого Возрождения. «Рафаэль был счастливым художником. Он работал много и напряжённо, но никогда творчество не было для него горькой мукой», как для Микеланджело, или недосягаемой тайной, как для Леонардо да Винчи. «Его искусство по всему своему строю было ясным, спокойным, возвышенным и идеальным. Оно было поистине классическим».
Рафаэль был моложе Леонардо да Винчи на тридцать один год, Микеланджело — на восемь, он стал представителем нового поколения эпохи, а с его преждевременной смертью в 1520 году начался закат Высокого Возрождения в Италии.
Рафаэль был необычайно продуктивным художником, руководил большой мастерской и оставил после себя много произведений. Его творчество естественным образом распадается на три этапа и три стиля, впервые описанные Джорджо Вазари: ранние годы в Умбрии, затем период около четырёх лет (1504—1508), воплотивший художественные традиции Флоренции, за которым следуют его последние триумфальные двенадцать лет работы в Риме при двух папах: Юлии II и Льве X (1508—1520).

### Историография
Творчество Рафаэля продолжает оставаться предметом изучения и дискуссий специалистов. За последние десятилетия на основании новых данных пересмотрено многое из того, что писали о «Божественном Рафаэле» в XVI веке Джорджо Вазари и в конце XIX века Генрих Вёльфлин в книге «Классическое искусство» (1899), И. Д. Пассаван в первой монографии о Рафаэле или А. Миронов в Энциклопедическом словаре Брокгауза и Ефрона. В частности, пересмотрены место и роль «рафаэлизма» в культуре, которым не исчерпывается искусство Высокого Возрождения, и «рафаэлесков» (учеников и последователей мастера), их отношение к маньеризму. Однако выдающееся значение творчества самого Рафаэля в истории мирового искусства не подлежит сомнению.

### Детство и юность в Урбино
Рафаэль Санти рано потерял родителей. Мать, Марджи Чарла, умерла в 1491 году. Отец, Джованни Санти, был художником и поэтом при дворе Гвидобальдо да Монтефельтро, герцога Урбинского, он умер в 1494 году, успев дать сыну только первые уроки живописи. Работавшие в Урбино во второй половине XV века Лучано Лаурана, Франческо ди Джорджо Мартини и Пьеро делла Франческа имели большое значение для его художественного образования.
Самая ранняя работа Рафаэля Санти — фреска «Мадонна с Младенцем», до сих пор находится в Доме-музее Рафаэля в Урбино. К числу первых работ художника относятся «Хоругвь с изображением Святой Троицы» (ок. 1499—1500) и алтарный образ «Коронование св. Николая из Толентино» (1500—1501) для церкви Сант-Агостино в Читта ди Кастелло.

### Обучение. Умбрийский период
С 1501 года Рафаэль учился и работал в мастерской Пьетро Перуджино в Перудже (Умбрия). В это время он часто уезжал из Перуджи домой в Урбино, в Читта-ди-Кастелло, вместе с Пинтуриккьо посещал Сиену, выполнял ряд работ по заказам из Читта ди Кастелло и Перуджи. В 1502 году появляется первая «рафаэлевская мадонна» — «Мадонна Солли». Изображения Мадонн с Младенцем — любимая тема молодого Рафаэля, такие картины он будет писать всю жизнь, но его ранние «Мадонны на фоне тихого умбрийского пейзажа» (определение А. Н. Бенуа) выполнены в стиле Перуджино. По словам Дж. Вазари ранние работы Рафаэля невозможно отличить от картин Перуджино. Среди других ранних произведений — «Сон рыцаря» и «Три грации» (обе ок. 1504 г.).
Макс Дворжак отмечал, что Рафаэль «начинает как ученик умбрийских мастеров и примыкает к религиозно-идеалистическому направлению того плана, что представлял во Флоренции Фра Бартоломео. Если бы Рафаэль умер до того, как перебрался в Рим, то его, пожалуй, относили бы в наши дни к числу наиболее приятных мастеров умбрийско-флорентийской школы: едва ли его известность превысила бы эту ступень. Лишь Вечный город положил начало его большому стилю и универсальному значению его творчества».
Постепенно Рафаэль вырабатывал собственный стиль. Картина «Обручение Девы Марии Иосифу» (1504), повторяет композицию на ту же тему Пьетро Перуджино, но в пластике рисунка фигур ученик явно превзошёл своего учителя. В картине «Коронование Девы Марии» (около 1504) для алтаря Одди Рафаэль нашёл композицию, которую он будет развивать в последующих произведениях.
Помимо крупных алтарных композиций Рафаэль создал небольшие картины: «Мадонна Конестабиле» (1502—1504), «Святой Георгий, поражающий дракона» (около 1504—1505) и портреты — «Портрет Пьетро Бембо» (1504—1506).
В 1504 году в Урбино Рафаэль познакомился с философом, литератором и меценатом, графом Бальдассаре Кастильоне, с которым его будет связывать крепкая дружба и переписка, в частности известные в истории искусства письма в связи с созданием Рафаэлем фрески «Триумф Галатеи».

### Флорентийский период. «Флорентийские Мадонны»
В конце 1504 года Рафаэль переехал во Флоренцию. Здесь он познакомился с Леонардо да Винчи, Микеланджело, Бартоломео делла Порта и многими другими флорентийскими мастерами. Тщательно изучал технику живописи Леонардо да Винчи, его сфумато. Рафаэль легко усваивал достижения других мастеров. Сохранился рисунок Рафаэля с утраченной картины Леонардо да Винчи «Леда и лебедь» и рисунок со «Св. Матфеем» Микеланджело. «…те приемы, которые он увидел в работах Леонардо и Микеланджело, заставили его работать ещё упорнее, чтобы извлекать из них невиданную пользу для своего искусства и своей манеры», писал Дж. Вазари.
«Рубежной» стала картина «Положение во гроб», продемонстрировавшая попытку художника отойти от раннего «умбрийского стиля». Первый заказ во Флоренции поступил Рафаэлю от Аньоло Дони на портреты его и жены, последний написан Рафаэлем под явным впечатлением от «Моны Лизы дель Джокондо» Леонардо да Винчи. Именно для Аньоло Дони Микеланджело Буонарроти в это время создал тондо «Мадонна Дони».
Во Флоренции Рафаэль написал алтарные картины: «Мадонна на троне с Иоанном Крестителем и Николаем из Бари» (около 1505 г.), «Положение во гроб» (1507) и портреты — «Дама с единорогом» (ок. 1506—1507). Несмотря на многие новации Рафаэль предпочитал традиционную технику: работу темперой с завершением маслом по дереву, а не на холсте.
В 1507 году Рафаэль познакомился с Донато Браманте. Согласно неподтверждённой документально версии он был родственником, возможно, племянником, Браманте. Как бы то ни было, именно Браманте стал его советчиком и покровителем, впоследствии представившим его папе Юлию II в качестве лучшей кандидатуры для работы в Ватикане.
Популярность Рафаэля постоянно росла, он получал много заказов на создание образов святых: «Святое семейство со св. Елизаветой и Иоанном Крестителем» (около 1506—1507). «Святое Семейство (Мадонна с безбородым Иосифом)» (1505—1507), «Св. Екатерина Александрийская» (около 1507—1508).
Во Флоренции Рафаэль создал около двадцати картин с изображениями Мадонн. Хотя темы и композиции повторяются: Мадонна либо держит Младенца на руках, либо Он играет рядом с Иоанном Крестителем, все «Мадонны» индивидуальны и отличаются особой материнской прелестью (по-видимому, ранняя смерть матери оставила глубокий след в душе Рафаэля). Растущая слава Рафаэля приводит к обилию заказов, он создаёт «Мадонну Грандука» (1505), «Мадонну с гвоздиками» (около 1506), «Мадонну под балдахином» (1506—1508). К лучшим произведениям этого периода относятся «Мадонна Террануова» (1504—1505), «Мадонна со щеглом» (1506), «Мадонна с Младенцем и Иоанном Крестителем („Прекрасная садовница“)» (1507—1508).

### Римский период. Работа в Ватикане
Во второй половине 1508 года Рафаэль переехал в Рим (там он проведёт всю оставшуюся жизнь) и при содействии Браманте стал официальным художником папского двора. Именно в Риме Рафаэль создал тот классицистический стиль, по которому и в наше время легко узнаются его произведения. Это отмечал в лекциях 1918 года выдающийся австрийский историк искусства Макс Дворжак, связав возникновение «римского стиля» с созданием Рафаэлем «идеальных типов», подчёркивая, что в основу классицистического стиля Рафаэля «была положена „maniera grande“», то есть «большая манера». Основными чертами этого уникального стиля Дворжак назвал «гармонический идеал» и «замкнутый в себе самом художественный релятивизм». Такой концепции придерживался и В. Н. Гращенков, уточняя, что именно в римский период творчества художника «место Рафаэля-классика заступил Рафаэль-классицист».
В своих картинах Рафаэль, не без влияния Перуджино и Браманте, изображал архитектурные сооружения — центрические здания, ротонды с куполом, полуциркульные арки. В основу нового художественного стиля полагали не «изучение натуры» и не «подражание древним», как утверждали ранее, а то и другое вместе, причем несовершенству природы стали противопоставлять некий отвлечённый идеал.
Эстетические качества изобразительной формы Рафаэль поставил, по определению М. Дворжака, «выше содержания и стремления к верности природе». Краеугольным камнем новой эстетики была, во-первых, bellezza (красота), во-вторых, maniera grande (большая манера), которая предполагает 

«Не только более крупное ви́дение форм, но и возвышенный образ мыслей: изображаемые персонажи должны выглядеть носителями высшего бытия благодаря всему их облику. Отсюда их величавая осанка, их выразительные жесты, которые лишь в некоторых случаях выглядят театральными и которые в соответствии с общим духом торжественности, присущим изображению… исполнены чувства внутренней свободы и достоинства… Стиль этот, по-видимому, полностью исходил из давней традиции — и тем не менее представлял собой нечто абсолютно отличное от неё»
.
Эстетическое кредо Рафаэля достаточно полно и ясно раскрывается в знаменитом письме графу Бальдассаре Кастильоне в связи с работой художника над фреской «Триумф Галатеи» на Вилле Фарнезина в Риме (1511). Граф был восхищён работой Рафаэля и спрашивал его: какова была модель для Галатеи, получив в ответ «никакой», он был удивлён. В ответ Рафаэль писал Кастильоне в 1514 году: 

«Что до Галатеи, то я почёл бы себя великим мастером, если бы в ней была хотя половина тех великих вещей, о которых Ваше сиятельство мне пишет… И я скажу Вам, что для того, чтобы написать красавицу, мне надо видеть многих красавиц; при условии, что Ваше сиятельство будет находиться со мной, чтобы сделать выбор наилучшей. Но ввиду недостатка как в хороших судьях, так и в красивых женщинах, я пользуюсь некоторой идеей, которая приходит мне на мысль»
. Однако, по замечанию Дворжака, такое отвлечённо-идеалистическое течение слишком быстро породило кризис. Но в начале XVI века этот кризис ещё не ощущали.
По распоряжению папы Юлия II и по предложению главного архитектора Ватикана Донато Браманте Рафаэлю было поручено расписать фресками ватиканские станцы (комнаты).
«Станцы Рафаэля» (итал. Le Stanze di Raffaello, от итал.  stanza — комната, помещение — анфилада из четырёх помещений на третьем этаже Папского дворца в Ватикане. В анфиладу входят три небольших зала (8 Х 10 м) и ещё один, бо́льшего размера, называемый «Залом Константина». Первой была расписана «Станца делла Сеньятура» (итал. Stanza della Segnatura — Комната подписей, или указов). Этому помещению придавалось особенно важное значение. Рафаэль создал композиции, отражающие четыре вида интеллектуальной деятельности человека: богословие, юриспруденцию, поэзию и философию — «Диспута» (1508—1509), «Мудрость, Умеренность и Сила» (1511), и самые выдающиеся «Парнас» (1509—1510) и «Афинскую школу» (1510—1511).
Лучшей из всех фресок и самым прославленным произведением в станцах считается «Афинская школа» — одно из величайших творений эпохи Возрождения, ренессансного искусства в целом и Рафаэля в частности. Название «Афинская школа» придумал Джованни Пьетро Беллори в 1672 году (Le vite de' pittori, scultori et architetti moderni). Фреска занимает целую стену относительно небольшого помещения (8 Х 10 м). Ширина фрески по основанию: 7,7 м.
Произведение Рафаэля представляет собой образец его зрелого «идеального стиля», сложившегося не без влияния выдающегося архитектора, создателя «римского классицизма» Донато Браманте. По сообщению Вазари именно Браманте является автором архитектурного фона фрески: полукружие арки, статуи Аполлона и Минервы по сторонам в нишах. На фоне фантастической и величественной архитектуры выступают философы древности, скомпонованные Рафаэлем в выразительные группы. Фигурам приданы портретные черты и человек эпохи Возрождения легко распознавал в этих персонажах лица своих современников. Так в образе Платона представлен Леонардо да Винчи, Микеланджело (вставлен в композицию последним) — в виде сидящего в задумчивости Гераклита, Евклид с циркулем в руках представлен с чертами Браманте, а стоящий у правого края Птолемей очень похож на самого Рафаэля. По замыслу заказчика и художника, согласно идеям христианского неоплатонизма, подобное сходство призвано символизировать глубинное родство античной философии и новой теологии.
Русский живописец К. П. Брюллов в 1824—1828 годах для зала копий Императорской Академии художеств в Санкт-Петербурге написал в Италии маслом на холсте копию «Афинской школы» Рафаэля.
Фреска «Диспута» (итал. La disputa del sacramento — Спор о святом таинстве) — это не столько беседа о таинстве причастия, сколько прославление церкви. Фреска «Диспута» в иконографической программе, заданной Папой Юлием II, является главной. Действие, изображённое на фреске, происходит на земле и в небесах. Огромная арка, одновременно архитектурная и небесная, объединяет два мира: землю и небо. Широкие ступени ведут к алтарю, на котором установлена гостия.
Композицию «Парнас» («Поэзия»; название «Парнас» появилось в XIX веке) Рафаэль разместил на восточной стороне комнаты между «Диспутой» и «Афинской школой». Аллегория поэзии истолкована художником в духе гуманистического учения своего времени, согласно идеям Ф. Петрарки, Дж. Боккаччо и К. Салютати.
На «Парнасе» изображён Аполлон с девятью музами в окружении восемнадцати знаменитых древнегреческих, древнеримских и итальянских поэтов. Смешение греческих, латинских, итальянских персонажей согласуется с ренессансным пониманием поэзии как особой, вдохновлённой свыше теологии. Вазари писал об этой композиции пространно и весьма поверхностно: «Так, на стене, обращённой к Бельведеру, там, где Парнас и родник Геликона, он написал на вершине и склонах горы тенистую рощу лавровых деревьев, в зелени которых как бы чувствуется трепетание листьев, колеблемых под нежнейшим дуновением ветерков, в воздухе же — бесконечное множество обнажённых амуров, с прелестнейшим выражением на лицах, срывают лавровые ветви, заплетая их в венки, разбрасываемые ими по всему холму, где все овеяно поистине божественным дыханием — и красота фигур, и благородство самой живописи, глядя на которую всякий, кто внимательнейшим образом её рассматривает, диву даётся, как мог человеческий гений, при всем несовершенстве простой краски, добиться того, чтобы благодаря совершенству рисунка живописное изображение казалось живым».
Эскизы для росписи Станцы д’Элиодоро (итал.  Stanza di Eliodoro ) (по названию одной из фресок), предназначенной для папских аудиенций, Рафаэль начал готовить летом 1511 года. В программе фресок отражена идея защиты, которую Бог дарует Церкви в определённые моменты её истории, а конкретные сюжеты посвящены чудесным вмешательствам божественной силы в земные события. Четыре композиции представляют: «Изгнание Илиодора из храма» (1511—1512), «Месса в Больсене» (1512), «Освобождение Святого Петра из темницы» (1513—1514), «Встреча Льва Великого с Аттилой» (1514).
Композиция «Изгнание Илиодора из храма» (итал. Cacciata di Eliodoro dal Тempio) напоминает фреску «Афинская школа», но отличается бо́льшей экспрессией и динамикой, которые характеризуют эволюцию индивидуального стиля Рафаэля.
«Месса в Больсене» (итал. Messa di Bolsena) представляет чудо, которое, согласно церковному преданию, произошло в 1263 году в Больсене, небольшом городке к северу от Рима. Молодой священник, служивший мессу, усомнился в реальности таинства Евхаристии — пресуществления хлеба и вина в тело и кровь Христа. Во время службы в момент поднятия гостии на антиминсе в пяти местах выступила кровь. С этим сюжетом связана композиция фрески «Диспута» в Станца делла Сеньятура. В композиции «Месса в Больсене» Рафаэль показал Папу Юлия II у алтаря в качестве свидетеля «Больсенского чуда».
С большим мастерством написана фреска «Освобождение Святого Петра из темницы» (итал.  La Liberazione di San Pietro dal Carcere) (1513—1514). По велению иудейского царя Ирода Агриппы апостол Петр был посажен в темницу. В ночь накануне суда в сиянии божественного света явился Ангел, разбудил Петра, снял с него оковы и вывел из темницы мимо спящих воинов. Рафаэль в этой композиции прибегнул к редкому в те годы приёму: он совместил три последовательно связанных эпизода. В центре ангел касается рукой спящего апостола. Слева стражники в панике бегут от сверхъестественного света. В правой части композиции ангел — одна из самых прекрасных фигур в искусстве Возрождения — выводит Петра из темницы.
В композиции «Пожар в Борго» (итал. Incendio di Borgo) (1514) в «Станце Пожара в Борго» первой из фресок созданных в этой комнате, более всего ощущается рука Рафаэля, но также очевидны мотивы, заимствованные у великого Микеланджело. По легенде когда в Борго (в районе, примыкающем к папскому дворцу в Риме) в 847 году произошёл пожар, то он бушевал до тех пор, пока на балконе Ватиканского дворца не появился папа Лев IV и укротил стихию.
В этой композиции можно увидеть много замечательно нарисованных фигур. Справа, не раз повторяемая многими художниками, женская фигура с кувшинами воды, в центре — женщина, воздевшая руки, и юноша, пытающийся взобраться на стену. Слева — Эней, выносящий на плечах старика-отца Анхиса из горящего дома. Эта группа фигур говорит об использовании сюжета поэмы Вергилия «Энеида», в которой описан пожар Трои. После долгих странствий Эней создал свое царство в Италии. Поэтому он считается одним из основателей Рима.
«Станца Пожара в Борго» — последнее помещение, в росписях которого ещё заметна работа Рафаэля. Далее выполнение фресок было поручено его помощникам: Джулио Романо, Джован Франческо Пенни, Джованни да Удине и другим. Рафаэль к этому времени был занят другими важными папскими поручениями: изготовлением картонов для шпалер Сикстинской капеллы и руководством строительством базилики Св. Петра, должность, которую он занял поле кончины Браманте в 1514 году. Четвёртая комната — «Зал Константина» — полностью расписана учениками Рафаэля.
Серия шпалер «Деяния Святых Апостолов»
В конце 1514 года папа Лев X, намереваясь связать свое имя с Сикстинской капеллой в Ватикане, заказал Рафаэлю картоны для шпалер (arazzi) на сюжеты книги «Деяний Святых Апостолов» для оформления капеллы. Десять шпалер (по пять с каждой стороны) должны были украсить нижнюю часть боковых стен капеллы. Их сюжеты, взятые из Евангелий и книги Деяний Святых Апостолов из истории Святых Петра и Павла, согласно заданной программе, соответствуют фрескам в срединном регистре Сикстинской капеллы с историями Христа и Моисея, выполненными флорентийскими и умбрийскими художниками в 1481—1483 годах. По замыслу папы шпалеры также должны были связать историю Апостолов с историей от Сотворения мира до первого завета Бога с людьми (Скрижали Закона Моисея), изображённой Микеланджело на плафоне капеллы (1508—1512), а также с темой преемственности пришествия Христа и «передачи ключей» апостолу Петру и истории папства.
Шпалеры вывешивали в капелле в особо торжественных случаях. В настоящее время они экспонируются в отдельном зале вместе с поздними картинами Рафаэля: «Мадонна ди Фолиньо» (1511—1512), «Коронование Девы Марии» (1502—1504) и «Преображение» (1519—1520) в Пинакотеке Ватикана, в затенённом помещении при мягком свете (попеременно, всегда семь из десяти). В самой капелле на их месте написаны в технике фрески условные «занавеси».
В серию вошли следующие сюжеты: «Жертвоприношение в Листре» (Sacrificio di Listra), «Исцеление хромого» (Guarigione dello storpio), «Обращение Савла» (Conversione di Saulo), «Ослепление Елимы» (Punizione di Elima), «Передача ключей» (Consegna delle chiavi), «Побивание камнями Святого Стефана» (Lapidazione di santo Stefano), «Проповедь Павла в Афинах» (Predica di san Paolo), «Святой Павел в темнице» (San Paolo in carcere), «Смерть Анании» (Morte di Anania), «Чудесный улов» (Pesca miracolosa).
В этой работе мастеру помогали его ученики Джулио Романо и Джованни Франческо Пенни, но все картоны созданы самим Рафаэлем. Шпалеры изготавливали в 1517—1519 годах в Брюсселе на мануфактуре Питера Кука ван Альста при участии Бернарта ван Орлея. Вначале изготовили семь ковров высотой 5 м и общей длиной 42 м.
Для шпалер сделали пышные бордюры в стиле фламандского барокко по рисункам Антониса Ван Дейка. Ткачами были также фламандские мастера, приглашённые ещё королём Яковом I.
В рисунке фигур на шпалерах ощущается влияние мощного «высокого стиля» Микеланджело, нашедшего выражение и во фреске «Пожар в Борго», созданной Рафаэлем в ватиканских Станцах. Серия имела огромный успех и её неоднократно повторяли, в том числе на французских мануфактурах Гобеленов и Бове.
Повторение серии брюссельским ткачам заказал кардинал Эрколе Гонзага около 1548 года. После его смерти в 1563 году шпалеры по завещанию получил герцог Мантуи Гульельмо I Гонзага. В настоящее время они находятся в «Покоях гобеленов» Дворца дожей в Венеции.
Картоны для шпалер в 1623 году были приобретены наследным принцем, будущим английским королём Карлом I. После смерти короля, на распродаже имущества короны, картоны были куплены Кромвелем, они хранились в ящиках в банкетном зале Уайтхолла. После Реставрации монархии вернулись во владение королевской семьи. Картоны использовали на мануфактуре Мортлейк в графстве Сюррей для создания новой серии. Затем их разместили специальной галерее в загородном дворце Хэмптон-Корт, где они оставались до 1813 года. Позднее хранились в Букингемском дворце. С 1865 года семь сохранившихся картонов экспонируются в Музее Виктории и Альберта в Лондоне.
«Лоджии Рафаэля»
В 1508 году Папа Юлий II поручил архитектору Донато Браманте построить на верхнем этаже Папского дворца галерею типа лоджии, с которой бы открывался вид на Вечный город. Архитектор начал работы, но в 1514 году скончался и строительство продолжил Рафаэль Санти. «Лоджии Рафаэля», как их стали называть со временем, в истории архитектуры приобрели значение канонического образца искусства «римского классицизма» начала XVI века. Мерное распределение тринадцати одинаковых секций, перекрытых сводами, полуциркульные арки, пилястры создают целостное и ритмически ясное, упорядоченное пространство. Своды, стены и пилястры в 1517—1519 годах расписывали ученики Рафаэля: Перино дель Вага, Джулио Романо, Джованни да Удине, Франческо Пенни, Рафаэллино дель Колле. В каждой из секций свода Рафаэль написал четыре сюжетных композиции на темы Нового Завета. Остальные (тридцать восемь на темы Ветхого Завета) и оставшееся пространство, заполненное орнаментом гротеска, выполнили ученики.
В период с 1783 по 1792 год в Санкт-Петербурге по заказу императрицы Екатерины II, в здании Большого Эрмитажа (позднее: Старый Эрмитаж) архитектор Джакомо Кваренги создал галерею с копиями рафаэлевских фресок, повторяющую (с некоторыми отступлениями) сооружение Папского дворца в Ватикане. До этого группа художников (Я. Ф. Хаккерт, Д. и В. Анджелони, У. Петер и другие) в 1778 году в Риме приступила к копированию фресок Рафаэля и его учеников. Общее руководство осуществляли Х. Унтербергер и И. Ф. Раффенштайн. Копии выполняли на холстах, которые в свёрнутом виде доставляли в Санкт-Петербург. Когда возводили здание Нового Эрмитажа Лоджии в 1778—1787 годах были сохранены и расположились на втором этаже восточной галереи, проходящей вдоль Зимней канавки.
В 1515 году в Рим прибыл выдающийся мастер Северного Возрождения Альбрехт Дюрер и осматривал ватиканские станцы. Рафаэль подарил ему свой рисунок, в ответ немецкий художник прислал Рафаэлю свой автопортрет, дальнейшая судьба которого неизвестна.

### Алтарные картины и «Мадонны» римского периода
Несмотря на загруженность работами в Ватикане, Рафаэль выполнял заказы церквей на создание алтарных образов: «Святая Цецилия» (1514—1515), «Несение креста» (1516—1517), «Видение Иезекииля» (около 1518). В Риме Рафаэль написал около десяти «Мадонн». Эти произведения выделяются величественностью и ясностью композиции: «Мадонна Альба» (1510), «Мадонна Фолиньо» (1512), «Мадонна с рыбой» (1512—1514), «Мадонна в кресле» (около 1513—1514).
Последним шедевром мастера является величественное «Преображение» (1516—1520), картина, в которой заметны новые черты. В верхней части Рафаэлем в соответствии с Евангелием изображено чудо преображения Христа на горе Фавор перед апостолами Петром, Иаковом и Иоанном. Нижняя часть картины с апостолами и бесноватым отроком была завершена Джулио Романо по эскизам Рафаэля.
Когда Рафаэль скончался 6 апреля 1520 года, несколько дней, пока в его доме в Борго проходили печальные проводы, неоконченная картина «Преображение» находилась у изголовья кровати покойного. Через неделю после смерти Рафаэля «Преображение» было выставлено рядом с «Воскрешением Лазаря» в Ватикане.
Самым совершенным творением Рафаэля стала знаменитая «Сикстинская мадонна» (1512—1513), которая с 1754 года находится в Галерее старых мастеров в Дрездене. Огромное по размерам (265 × 196 см) полотно было создано Рафаэлем для алтаря церкви святого Сикста II в Пьяченце по заказу папы римского Юлия II из семьи делла Ровере, скончавшегося в 1513 году (Святой Сикст был небесным покровителем семьи делла Ровере).
Композиция картины отражает длительную эволюцию индивидуального мышления художника. В «ранних Мадоннах» Рафаэль писал миловидных девушек на фоне типично умбрийского пейзажа. В картине Мадонна Грандука он заменил пейзажный фон нейтрально-тёмным, почти чёрным, представив Деву Марию фронтально, стоящей, с Младенцем на руках, и заключил изображение в строгий вертикальный формат. Затем, весьма неожиданно, Рафаэль как бы вернулся назад, к иератическим композициям Средневековья, в частности, к византийскому типу Одигитрии. Композицию картины традиционно связывают с иконографией Святых Собеседований, поскольку Мадонна с Младенцем изображена в окружении поклоняющихся Ей святых. Другую картину Рафаэля схожей композиции «Мадонна ди Фолиньо» (1511—1512) официально именуют «Sacra Conversazione» и считают, что она послужила основой для «Сикстинской Мадонны», которая также восходит к традиции «собеседований», и это косвенно подтверждает датировку последней.
В XVIII веке распространилась легенда (не подтверждённая историческими документами), что моделью для Мадонны стала возлюбленная Рафаэля, семнадцатилетняя дочь пекаря Маргарита Лути. Рафаэль назвал её Форнарина (от итал. fornaro — пекарь). Прообразом святого Сикста послужил сам папа Юлий (племянник Сикста IV), а для святой Варвары — его племянница Джулия Орсини. Сходство с папой отмечали Дж. Б. Кавальказелле и многие другие, а в качестве прототипа святой Варвары также упоминалось имя Лукреции делла Ровере, другой племянницы понтифика.
Картина единодушно считается одним из величайших шедевров западного искусства по многим причинам, прежде всего из-за скрытой за кажущейся простотой изображения символической сложности композиции и гармоничной контаминации греко-римского, почти языческого, идеала красоты и христианского религиозного чувства. Отчуждение картины от священного места, для которого она была написана (монастырь Сан-Систо в Пьяченце), и её перенос в мирскую картинную галерею вызывали у интеллектуалов XVIII века глубокие размышления о возможностях «моленного образа» выдающегося художественного свойства изменять свои функции применительно к любой среде восприятия.

### Портреты
Помимо большого количества произведений по заказам церквей, Рафаэль много работал в жанре портрета. В 1512 году он написал «Портрет папы Юлия II». Дж. Вазари отметил: «В это же время, пользуясь уже величайшей известностью, он написал маслом портрет папы Юлия, настолько живой и похожий, что при одном виде портрета люди трепетали, как при живом папе». По заказам папской курии были написаны «Портрет кардинала Алессандро Фарнезе» (около 1512), «Портрет Льва X с кардиналами Джулио Медичи и Луиджи Росси» (около 1517—1518).
В ряду этих произведений выделяется портрет Бальдассаре Кастильоне (1514—1515). Спустя много лет этот портрет будет копировать Рубенс. Рембрандт сначала зарисует его, а затем под впечатлением от этой картины создаст свой «Автопортрет». Отвлёкшись от работы в станцах, Рафаэль написал «Портрет Биндо Альтовити» (около 1515). Последний раз Рафаэль изобразил себя на «Автопортрете с другом» (1518—1520), хотя какому именно другу на картине Рафаэль положил руку на плечо, неизвестно, исследователи выдвинули множество малоубедительных версий.

### Вилла Фарнезина
Банкир и покровитель искусств Агостино Киджи построил на берегу Тибра загородную виллу и пригласил Рафаэля с учениками для её украшения фресками на сюжеты из античной мифологии. Так в 1511 году появилась фреска «Триумф Галатеи». Ранее росписи виллы считались произведением самого Рафаэля: «Рафаэль изобразил в этой фреске пророков и сивилл. Это по праву считается его лучшим произведением, прекраснейшим в числе стольких прекрасных. Действительно, женщины и дети, там изображённые, отличаются своей исключительной жизненностью и совершенством своего колорита. Эта вещь принесла ему широкое признание как при жизни, так и после смерти».
Со временем было установлено, что перегруженный обилием заказов, прежде всего заботами о строительстве собора Св. Петра и ответственными росписями «станц» в Ватикане, Рафаэль перепоручил трудоёмкую работу над фресками своим помощникам, тем более, что во многих случаях Рафаэль делал подготовительные рисунки, а росписи выполняли другие. На Вилле Фарнезина работали его ученики и помощники: Джулио Романо, Себастьяно дель Пьомбо, Франческо Пенни и Содома. После реставрации фресок, проведённой в середине XX века, обнаружившей «поновления» XVII века, закрывавшие многие детали, стало очевидным, что наиболее ответственные части композиции «Триумф Галатеи» написаны самим Рафаэлем, а остальное, скорее всего, написал Джулио Романо. Композиция «Свадьба Александра Македонского и Роксаны» на втором этаже виллы была создана Содомой, отдельные фрагменты голов написал сам Рафаэль.

### Архитектура
Исключительное значение имеет деятельность Рафаэля-архитектора, представляющая собой связующее звено между римским классицизмом Браманте и последующей общеевропейской архитектурой классицизма, в частности движением палладианства. В 1514 году скончался Браманте, и Рафаэль стал главным архитектором строящегося в то время собора Святого Петра. Папа Лев X, сменивший в 1513 году Юлия II, также высоко ценил искусство Рафаэля. В 1513 году он назначил Рафаэля первым археологом античного Рима. По поручению великого понтифика Рафаэль наблюдал за раскопками, формированием ватиканских коллекций и составил археологическую картину (план) Вечного города. С 1515 года Рафаэль занимал в Ватикане должность «комиссара по древностям».
В Риме по проектам Рафаэля построены центрическая, крестово-купольная церковь Сант-Элиджо-дельи-Орефичи (Св. Элигия цеха ювелиров; 1509—1511) и изящная капелла Киджи церкви Санта-Мария-дель-Пополо (1512—1520). Рафаэль также проектировал фасады Палаццо Видони-Каффарелли (с 1515) и Бранконио дель Аквила (1520, здание не сохранилось) с богатой ордерной пластикой, а также Палаццо Пандольфини во Флоренции, законченное Франческо да Сангалло (1516—1520).
В 1515 году на северо-западной окраине Рима для кардинала Джулио Медичи (будущего Папы Климента VII) по проекту Рафаэля возводили виллу (заканчивал постройку Антонио да Сангалло Младший). Постройка получила название «Вилла Мадама» (по имени следующей владелицы Маргариты Пармской (она же Маргарита Австрийская, или «Мадам Маргарет»), супруги Алессандро Медичи). Главные мотивы архитектуры виллы всё те же — полуциркульные арки и купола. Вестибюль и лоджия декорированы стукковыми рельефами и росписями на темы гротеска.
Рафаэль неизменно связывал композицию фасада с особенностями участка и соседней застройки, размерами и назначением здания, стараясь придать каждому дворцу как можно более нарядный и неповторимый облик. В основе его композиций — центрический план, симметрия и чёткое членение фасадов пилястрами. Существует мнение, что стиль классицизма в архитектуре и живописи фактически был создан и в формальном отношении завершён Рафаэлем. При созерцании его произведений, действительно, возникает ощущение формального предела: дальнейшее развитие кажется невозможным.

### Рисунки и гравюры
Сохранилось около четырёхсот рисунков Рафаэля. Среди них — подготовительные рисунки и наброски к картинам, имеются и самостоятельные произведения. Сам Рафаэль гравированием не занимался. Однако его ученики и помощники — Маркантонио Раймонди, Агостино Венециано, Марко Денте и Джованни Антонио Каральо — использовали рисунки и незавершённые композиции Рафаэля, создавая реплики и композиционные вариации. Благодаря этому, в частности, до нас дошло несколько изображений утраченных картин Рафаэля. Гравюры по рисункам Рафаэля продавали в уличных лавках, их покупали мастера росписи итальянской майолики, картоньеры (создававшие картоны для производства шпалер), резчики по дереву, ювелиры и гравёры по металлу. Так складывалась своеобразная творческая эстафета, типичная для эпохи Возрождения, когда все виды искусства развивались в целостной взаимосвязи: творчество выдающегося живописца — работа рисовальщика-гравера — труд ремесленника. В петербургском Эрмитаже хранится несколько майоликовых блюд с композициями А. Венециано и М. Раймонди. Причём росписи не копируют рисунки Рафаэля, а являются творческими вариациями, композиции которых, несмотря на слабый рисунок, даже выигрывают в сравнении с эскизами самого Рафаэля. Это объясняется формообразующей силой круглого формата и спецификой мазковой росписи.
Гравюра резцом на меди М. Раймонди «Суд Париса» по рисунку Рафаэля (ок. 1510 г.), как и картина Джорджоне «Сельский концерт» (1508—1509), явилась по свидетельству самого художника — Э. Мане одним из источников знаменитой картины «Завтрак на траве» (1863).

### Стихи
Как и многие художники его времени, например, Микеланджело, Рафаэль писал стихи. Сохранились его рисунки, сопровождаемые сонетами. Ниже в переводе А. Махова приведён сонет, посвящённый одной из возлюбленных живописца.

Амур, умерь слепящее сиянье
Двух дивных глаз, ниспосланных тобой.
Они сулят то хлад, то летний зной,
Но нет в них малой капли состраданья.
Едва познал я их очарованье,
Как потерял свободу и покой.
Ни ветер с гор и ни морской прибой
Не справятся с огнём мне в наказанье.
Готов безропотно сносить твой гнёт
И жить рабом, закованным цепями,
А их лишиться — равносильно смерти.
Мои страдания любой поймёт,
Кто был не в силах управлять страстями

И жертвой стал любовной круговерти.

### Кончина Рафаэля и его захоронение в Пантеоне
Рафаэль умер в Риме, 6 апреля 1520 года в возрасте 37 лет. Дж. Вазари писал, что Рафаэль умер «после времяпрепровождения ещё более распутного, чем обычно», но современные исследователи полагают, что причиной смерти стало респираторное заболевание и связанная с этим высокая температура. Роковую роль сыграла врачебная ошибка — присланные папой доктора, неправильно поставив диагноз, пытались снизить температуру кровопусканием, что является опасным при сильных простудах (в XVI веке об этом уже было известно).
Перед смертью Рафаэль пожелал, чтобы на его средства в Пантеоне «был восстановлен древний каменный табернакль и чтобы там был сооружён алтарь со статуей Мадонны, под которой он выбрал место для погребения и упокоения». Статую по образцу античной Венеры (по иным источникам — Исиды) он поручил сделать своему ученику — скульптору и архитектору Лоренцо Лотти по прозванию Лоренцетто. Скульптура получила название «Мадонна дель Сассо» (итал. Madonna del Sasso — Мадонна Горы, или Каменная), поскольку нога Мадонны опирается на валун. Однако точное место захоронения великого художника оставалось неясным.
14 сентября 1833 года по инициативе художников, членов Папской академии изящных искусств и словесности виртуозов при Пантеоне с разрешения папы Григория XVI, дабы удостовериться в факте захоронения, вскрыли плиту под табернаклем (третьем слева), в котором была установлена статуя Мадонны с Младенцем. При вскрытии присутствовали представители папской курии, папский посланник, кардинал Викарио Зурла, послы иностранных государств, представители церкви, города Рима, нотариусы, медики, археологи. Присутствовали знаменитые писатели и художники, бывшие в то время в Риме: И. Ф. Овербек, Б. Торвальдсен, К. П. Брюллов, О. Верне, Ф. А. Бруни, А. А. Иванов и многие другие. Всего семьдесят пять человек.
Художнику Винченцо Камуччини было предоставлено исключительное право изобразить процесс открытия гробницы. Он сделал несколько рисунков с изображением открытой гробницы и находящегося там скелета, которые были литографированы. В течение месяца останки Рафаэля были выставлены для обозрения, затем их поместили в древнеримский саркофаг, который предоставил из своей коллекции папа. На торце крышки саркофага высекли латинскую эпитафию, сочиненную итальянским гуманистом, кардиналом Пьетро Бембо: «ILLE HIC EST RAPHAEL TIMUIT QUO SOSPITE VINCI / RERUM MAGNA PARENS ET MORIENTE MORI» (Здесь покоится великий Рафаэль, при жизни которого природа боялась быть побеждённой, а после его смерти она боялась умереть). Саркофаг поместили в нишу и закрыли стеклом. На крышке появилось бронзовое изображение лежащего лаврового венка, а над гробницей — двух целующихся голубков, скульптора Антонио Муньоса (1811). Несмотря на некоторую театральность композиции, трудно остаться равнодушным, ведь «в саркофаге находятся останки того, кто как никто другой умел давать жизнь краскам и линиям».

### Рафаэлески
Учеников, подражателей и последователей выдающихся художников в Италии традиционно именуют кратко: «джоттески», «леонардески», «джорджонески»… К «рафаэлескам» относят помощников мастера, работавших в его мастерской, а затем, после кончины Рафаэля, самостоятельно: Джулио Романо, Себастьяно дель Пьомбо, Перино дель Вага, Франческо Пенни, Джованни да Удине, и Содома.
Самым талантливым был архитектор и живописец Джулио Романо. Его произведения, выполненные в стиле учителя, а порой и по его эскизам, современники не ценили. Однако он стал одним из зачинателей и наиболее самобытным представителем искусства маньеризма — следующего значительного этапа развития итальянского искусства второй половины XVI века. Работал преимущественно в Риме, но его наиболее оригинальное сооружение и росписи находятся в Мантуе — это Палаццо дель Те. Джованни Нанни вернулся в Удине, где создал ряд значительных картин. Франческо Пенни переехал в Неаполь, но умер молодым. Перино дель Вага работал во Флоренции и Генуе.

### Исторические оценки творческого метода Рафаэля
Большинство исследователей и знатоков творчества Рафаэля отмечают лёгкость и «пластичность» его таланта. «Всегда готовый учиться, он впитывал в себя одно влияние за другим: нежность „задумчивых Мадонн“ Перуджино, сфумато и „композиционный треугольник“ Леонардо да Винчи и, наконец, на последнем этапе творчества, мощную пластику фигур Микеланджело. Он много рисовал с натуры и постепенно, от эскиза к эскизу, достигал совершенства формы и равновесия композиции, часто прибегая к приёму калькирования рисунков (проверки их в зеркальном изображении). „Творчество не было для него горькой мукой или туманной, неясной целью. Стремительно совершенствуясь, Рафаэль всякий раз умел поставить себе вполне разрешимую задачу… Рафаэль всегда делал то, что хотели делать другие“. По остроумной формулировке Г. Вёльфлина „в нём бродят впечатления искусства Микеланджело и Леонардо“.
Историческая заслуга Рафаэля состояла в том, что в своём искусстве он связал в одно целое два разных мира — мир христианский и мир классический».
В длившемся не одно десятилетие «Споре о древних и новых» (сторонников классицизма и приверженцев барокко) глава Королевской Академии живописи и скульптуры в Париже Шарль Лебрен 5 ноября 1667 года открыл цикл лекций о шедеврах классической живописи. Первую лекцию он посвятил творчеству Рафаэля. Во всех европейских художественных академиях искусство «Божественного Рафаэля» было эталоном и считалось непревзойдённым образцом. Среди апологетов рафаэлизма выделяются Антон Рафаэль Менгс и Ж. О. Д. Энгр. Поклонниками творчества Рафаэля были Полидоро да Караваджо и Франческо Франча. Энгр, в частности, отмечал: «Ничего существенного нельзя открыть в искусстве после Фидия и Рафаэля… Говорят, что Рафаэль был счастлив. Да, но это потому, что он был по природе божествен, неприкосновенен… Рассматривая гигантские произведения Микеланджело, восхищаясь ими от всего сердца, тем не менее замечаешь в них симптомы или черты усталости. У Рафаэля же наоборот. Его творения все божественны; как и творения Бога, они кажутся созданными единым порывом творческой воли».
Такое отношение к искусству Рафаэля со временем породило ответную реакцию: сторонники романтизма и реализма в искусстве выбирали Рафаэля главным объектом своей критики.
Русский живописец А. А. Иванов, внимательно изучавший искусство Рафаэля в Милане и Риме, отмечал, что рисункам Рафаэля свойственны в одно и то же время «грациозность и грандиозность».
В 1883 году торжественно отмечалось четырёхсотлетие со дня рождения Рафаэля Санти. На Императорском фарфоровом заводе в Санкт-Петербурге по заказу императора Александра III к этой дате изготовили «Рафаэлевский сервиз» с росписью художника С. Р. Романова по мотивам гротесков «Лоджий Рафаэля» в Ватикане.

## Стоимость работ
5 декабря 2012 года на аукционе Сотбис был продан рисунок Рафаэля «Голова молодого апостола» (1519—1520) к картине «Преображение». Цена составила 29 721 250 фунтов стерлингов, вдвое превысив стартовую. Это рекордная сумма для графических работ.

## Образ в искусстве

### Фильмы
- 2017 — Рафаэль. Князь[48] искусства / Raffaello: Il Principe delle Arti (реж. Лука Виотто / Luca Viotto) — документально-игровой, в роли Рафаэля Санти — Флавио Паренти / Flavio Parenti, в роли Джованни Манти — Энрико Ло Версо / Enrico Lo Verso

### В филателии
- Картина Рафаэля «Мадонна Конестабиле», на почтовой марке СССР 1970 года.
- Картина Рафаэля «Святое Семейство», на почтовой марке СССР 1983 года.
- КПД СССР, 1983 г. со спецгашением. 500 лет со дня рождения Рафаэля.
- Картина Рафаэля «Сикстинская мадонна», на почтовой марке ГДР 1955 года.